# Konny Gellenbeck

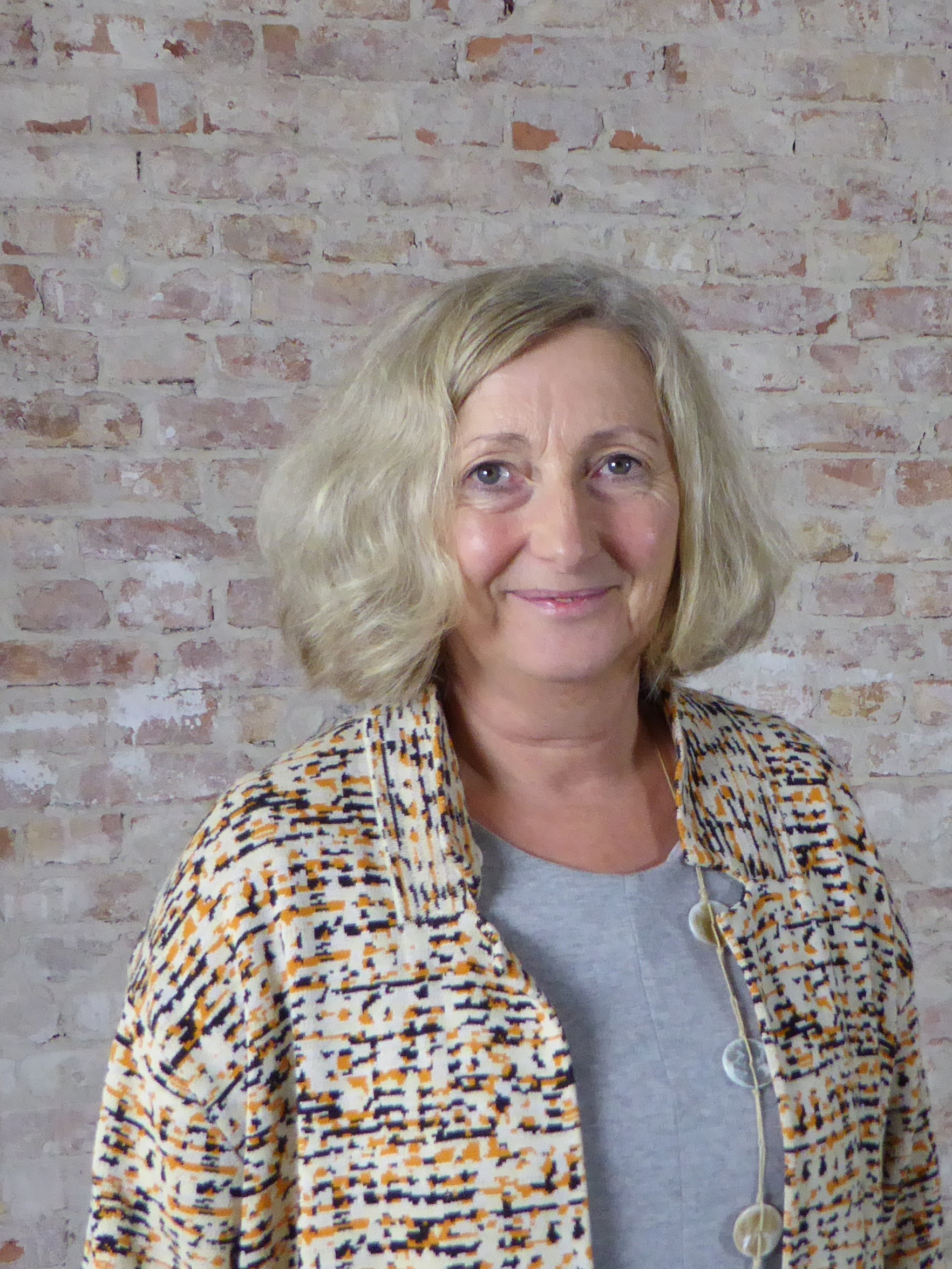
Kornelia Gellenbeck (2015)

Kornelia „Konny“ Gellenbeck (* 27. Juni 1955 in Westfalen) ist eine deutsche Publizistin. Sie war die erste der Vorständin der taz Panter Stiftung und erste Leiterin des taz-Geno-Teams.

## Karriere
Anfang der 1980er Jahre arbeitete Kornelia Gellenbeck für 4½ Jahre bei einer senatseigenen Bank. In dieser Zeit war Gellenbeck Hausbesetzerin und politisch aktiv. 1986 kam die studierte Gymnasiallehrerin als Quereinsteigerin zur taz. Anfangs arbeitete sie in der Abo-Abteilung und betreute später jahrelang unter anderem die sogenannten „Knast-Abos“. Sie baute ab 1996 das taz-Geno-Team auf. Ab Ende November 2000 leitete Konny Gellenbeck für kurze Zeit die Marketingabteilung der taz.
Sie war bis 2024 die Leiterin des taz-Geno-Teams sowie von 2008 bis 2024 anfangs neben Karl-Heinz Ruch Vorstand der taz Panter Stiftung, die jährlich den taz Panter Preis verleiht und Erfahrungen und Werte aus dreißig Jahren taz für die linke kritische Öffentlichkeit zugänglich machen möchte.

## Bücher
- Konny Gellenbeck (Hrsg.): Gewinn für alle! Genossenschaften als Wirtschaftsmodell der Zukunft. Westend, Frankfurt am Main 2012, ISBN 978-3-86489-010-9.
- Delef Grumbach (Text), Konny Gellenbeck (Red.): Engagierte Gemeinschaften für Unabhängigkeit, Qualität und gesellschaftliche Innovation. Hrsg.: Zentralverband Deutscher Konsumgenossenschaften. TAZ, Berlin 2006, ISBN 3-937683-08-9.